# Losonczi Pál
Losonczi Pál (született Laklia Pál, Bolhó, 1919. szeptember 18. – Kaposvár, 2005. március 28.) Kossuth-díjas magyar mezőgazdász, politikus, az MSZMP reformszárnyának tagja. 1960–1967 között a Magyar Népköztársaság földművelésügyi minisztere, 1967–1987 között az Elnöki Tanács elnöke.

## Élete

### Fiatalkora
Apja vitéz Losonczi Mihály (eredetileg Laklia Mihály) horvát származású bolhói földműves, anyja a szlovák származású Vidák Mária volt. 1945-ben kötött házasságot a szintén bolhói Mazaga Annával (1926–1999).

### Munkássága
Politikai pályája előtt mezőgazdasági technikumot végzett agrárszakember volt, 1948 és 1960 között a barcsi termelőszövetkezetben dolgozott. Eredményeit 1956-ban Kossuth-díjjal ismerte el a minisztertanács.
1945-ben lépett be a Kommunista Pártba (1948-tól Magyar Dolgozók Pártja, 1956-tól Magyar Szocialista Munkáspárt röviden MSZMP), 1957–1989 között az MSZMP KB, 1975–1987 között az MSZMP PB tagja volt. 1953-ban lett tagja a Magyar Népköztársaság Országgyűlésének. 1960 és 1967 között mezőgazdasági miniszter volt.
1967. április 14-én, Dobi István, az Elnöki Tanács elnöke utódjaként Losonczi foglalta el az elnöki beosztást. Az Elnöki Tanács elnöke pozíció kizárólag protokolláris feladatokat tartalmazott, gyakorlatilag minden egyéb hatáskörében a pártközpont, illetve az azáltal irányított minisztériumok hozták meg a döntéseket, amelyeket az elnök csak ellátott kézjegyével. Losonczi több mint 20 éven át, 1987. június 25-éig állt az Elnöki Tanács élén, ekkor váltotta őt fel Németh Károly, az MSZMP Központi Bizottságának főtitkárhelyettese, az MSZMP Politikai Bizottsága tagja.

### Nyugdíjas évei
Losonczi Pál 1989-ig maradt tagja a magyar Országgyűlésnek. 1990-ben 182 különböző ajándéktárgyat, amelyeket hivatalos elnöki útjai során kapott, a kaposvári Somogy múzeumnak ajándékozott. Könyveit egy barcsi iskola könyvtára részére ajánlotta fel. 1990-ben kiköltözött budai villájából és végleg Barcsra települt. Ezzel egyidőben kijelentette, hogy soha, semmilyen médiának semmiről nem kíván nyilatkozni a jövőben. Ígéretét meg is tartotta.

### Kutatható iratanyaga
Földművelésügyi miniszterhelyettesi működési időszakából 6,72 iratfolyóméternyi (56 doboznyi), maradandó értékűnek minősített iratanyaga került az Országos Levéltár, mai nevén Magyar Nemzeti Levéltár Országos Levéltára őrizetébe, ahol az a XIX-K-1-af törzsszámon kutatható.

## Művei
- A termelőszövetkezeti gazdálkodásról; Somogy Megyei Ny., Kaposvár, 1955
- A mezőgazdaság szocialista átalakításáért. Kádár János, Fehér Lajos, Losonczi Pál beszédei az országgyűlés 1960. dec. 1-9. ülésszakán; Kossuth, Bp., 1960
- Az élő Petőfi. Megemlékezés Petőfi Sándor születésének 150. évfordulójáról; szerk. Nyirő József / A Petőfi Emlékbizottság felhívása / Díszünnepség az Operaházban 1972. december 30. Losonczi Pál, Illyés Gyula, Aczél György beszéde; Kossuth, Bp., 1973
- Erősödő népi-nemzeti egység, békés egymás mellett élés Válogatott beszédek, cikkek 1960–1984; Kossuth, Bp., 1984

## Egyéb irodalom
- Jónás Károly – Villám Judit: A Magyar Országgyűlés elnökei, 1848–2002. Almanach. Argumentum Kiadó, Budapest, 2002, ISBN 963-446-225-1

| Elődje: Dobi István | A Magyar Népköztársaság Elnöki Tanácsának elnöke 1967–1987 | Utódja: Németh Károly |